# Lijst van voetbalinterlands Kaaimaneilanden - Suriname
Deze lijst van voetbalinterlands is een overzicht van alle officiële voetbalwedstrijden tussen de nationale teams van de Kaaimaneilanden en Suriname. De landen speelden tot op heden vier keer tegen elkaar. De eerste ontmoeting, een groepswedstrijd tijdens de Caribbean Cup 1994, werd gespeeld in San Fernando (Trinidad en Tobago) op 9 april 1994. Het laatste duel, een kwalificatiewedstrijd voor het Wereldkampioenschap voetbal 2022, vond plaats op 24 maart 2021 in Paramaribo.

## Wedstrijden
| № | Plaats       | Datum            | Competitie           | Wedstrijd              | Uitslag |
| - | ------------ | ---------------- | -------------------- | ---------------------- | ------- |
| 1 | San Fernando | 9 april 1994     | Caribbean Cup 1994   | Suriname – Kaaimaneil. | 2 – 0   |
| 2 | Paramaribo   | 2 september 2011 | WK 2014 kwalificatie | Suriname – Kaaimaneil. | 1 – 0   |
| 3 | George Town  | 7 oktober 2011   | WK 2014 kwalificatie | Kaaimaneil. − Suriname | 0 − 1   |
| 4 | Paramaribo   | 24 maart 2021    | WK 2022 kwalificatie | Suriname − Kaaimaneil. | 3 − 0   |

## Samenvatting
| Competitie                 | Totaal gespeeld | Winst Kaaimaneil. | Gelijk | Winst Suriname | Doelsaldo Kaaimaneil. – Suriname |
| -------------------------- | --------------- | ----------------- | ------ | -------------- | -------------------------------- |
| WK-kwalificatie            | 3               | 0                 | 0      | 3              | 0 − 5                            |
| Caribbean Cup-kwalificatie | 1               | 0                 | 0      | 1              | 0 − 2                            |
| Totaal                     | 4               | 0                 | 0      | 4              | 0 − 7                            |

Wedstrijden bepaald door strafschoppen worden, in lijn met de FIFA, als een gelijkspel gerekend.
CIFA · A-internationals · Olympisch elftal · Kaaimaneilands vrouwenelftal
Amerikaanse Maagdeneilanden ·
Anguilla ·
Antigua en Barbuda ·
Aruba ·
Bahama's ·
Barbados ·
Belize ·
Bermuda ·
Britse Maagdeneilanden ·
Canada ·
Cuba ·
Dominicaanse Republiek ·
El Salvador · 
Grenada ·
Guyana ·
Haïti ·
Jamaica ·
Moldavië ·
Montserrat ·
Nederlandse Antillen ·
Nicaragua ·
Puerto Rico ·
Saint Kitts en Nevis ·
Saint Lucia ·
Saint Vincent en de Grenadines ·
Suriname ·
Trinidad en Tobago ·
Turks- en Caicoseilanden ·
Verenigde Staten
SVB · 
Surinaams vrouwenelftal · 
Olympisch elftal
1934 – 1939 ·
1940 – 1949 ·
1950 – 1959 ·
1960 – 1969 ·
1970 – 1979 ·
1980 – 1989 ·
1990 – 1999 ·
2000 – 2009 ·
2010 – 2019 ·
2020 – 2029
Anguilla ·
Antigua en Barbuda ·
Aruba ·
Barbados ·
Bermuda ·
Britse Maagdeneilanden ·
Canada ·
Costa Rica ·
Cuba ·
Curaçao ·
Denemarken ·
Dominica ·
Dominicaanse Republiek ·
El Salvador ·
Grenada ·
Guatemala ·
Guyana ·
Haïti ·
Honduras ·
India ·
Jamaica ·
Kaaimaneilanden ·
Mexico ·
Montserrat ·
Nederland ·
Nederlandse Antillen ·
Nicaragua ·
Puerto Rico ·
Saint Kitts en Nevis ·
Saint Lucia ·
Saint Vincent en de Grenadines ·
Thailand ·
Trinidad en Tobago